# 임을 위한 행진곡
〈임을 위한 행진곡〉(임을 爲한 行進曲, 영어: March for the Beloved)은 대한민국의 민중가요로, 5·18 광주 민주화 운동 중 희생된 윤상원과 노동운동가 박기순의 영혼결혼식을 위하여 1981년 작곡되었다. 가사의 원작자는 백기완, 작곡자는 김종률이다. 처음에는 〈님을 위한 행진곡〉으로 알려졌으나, 최근에는 표준어 규정에 따라 통상 〈임을 위한 행진곡〉이라고 부른다.

## 역사
1981년 소설가 황석영과 당시 전남대학교 학생이었던 음악인 김종률 등 광주 지역 노래패 15명이 공동으로 만든 노래극(뮤지컬) 《넋풀이 - 빛의 결혼식》에 삽입했었다. 이 노래극은 1980년 5월 27일 5·18 광주 민주화 운동 중 전라남도청을 사수하다가 계엄군에게 사살된 시민군 대변인 윤상원과 1978년 말 노동현장에서 '들불야학'을 운영하다가 사망한 노동운동가 박기순의 영혼결혼식에 헌정했다. 윤상원과 박기순은 들불야학에서 함께 활동하였다. 〈임을 위한 행진곡〉은 그 노래극 마지막을 장식하는 합창으로 쓰기 위하여 지었다.
곡은 김종률이 1981년 5월 광주에 있는 황석영의 자택에서 썼고, 가사는 시민사회 운동가 백기완이 YMCA 위장결혼식 사건으로 수감 중이던 1980년 12월에 서대문구치소 옥중에서 지은 장편시 〈묏비나리 - 젊은 남녘의 춤꾼에게 띄우는〉의 일부를 차용해 황석영이 붙였다.
감시를 피해 황석영 자택에서 오정묵
의 목소리로 이동식 카세트 녹음기를 이용해 조악한 상태로 녹음했던 위 노래극은 1982년 2월 윤상원과 박기순의 유해를 광주 망월동 공동묘지(현 국립 5·18 민주 묘지)에 합장하면서 영혼결혼식을 거행할 때 처음 공개했는데, 이 노래는 이후 카세트테이프 복사본, 악보 필사본, 구전을 통해 노동운동 세력 사이 이른바 '민중가요'로써 빠르게 유포되었고, 5·18 광주민주화운동의 상징적 대표곡으로서 자리 잡았다.

## 악보
〈임을 위한 행진곡〉은 1980년대 민중가요의 주된 양식인 단조 행진곡이다. 1981년 작곡 당시 조성은 가단조였으나 이후 여럿이 함께 부르기 편하도록 아래와 같이 라단조로 편곡한 악보를 널리 사용한다.

## 가사

### 널리 알려진 가사
〈임을 위한 행진곡〉은 군사정권 하에서 유포와 가창이 금지되었던 탓에 주로 구전의 방식으로 전해졌으므로, 부르는 사람에 따라 가사와 가락이 조금씩 차이가 있다. 가장 일반적으로 알려진 가사와 대한민국의 공식 5·18 광주민주화운동 추념식에서 기념곡으로 제창된 바 있는 〈임을 위한 행진곡〉의 가사는 다음과 같다.
| “ | 사랑도 명예도 이름도 남김 없이 한평생 나가자던 뜨거운 맹세 동지는 간데없고 깃발만 나부껴 새 날이 올 때까지 흔들리지 말자 세월은 흘러가도 산천은 안다 깨어나서 외치는 뜨거운 함성 앞서서 나가니 산 자여 따르라 | ” |

### 원작시의 해당 부분
한편 이 가사의 원작인 백기완의 장편시 〈묏비나리 -젊은 남녘의 춤꾼에게 띄우는〉 중 해당 부분은 다음과 같다.
| “ | (전략) 사랑도 명예도 이름도 남김없이 한 평생 나가자던 뜨거운 맹세 싸움은 용감했어도 깃발은 찢어져 세월은 흘러가도 구비치는 강물은 안다 벗이여 새 날이 올 때까지 흔들리지 말라 갈대마저 일어나 소리치는 끝없는 함성 일어나라 일어나라 소리치는 피맺힌 함성 앞서서 가나니 산 자여 따르라 산 자여 따르라 (후략) | ” |

### 작곡자의 2008년판 가사
이 노래의 작곡자인 김종률은 5·18 광주 민주화 운동 30주년 기념 뮤지컬을 준비하면서 그에 쓰일 곡들을 모아 2008년 5월 《님을 위한 행진곡》이라는 이름의 음반을 발표한 바 있다. 그 음반에 수록된 이 노래의 가사는 널리 불리는 것과 약간 다른데, 그 가사는 다음과 같다. 이는 구전을 거치며 다소 변형된 가사를 원형대로 되돌리고, 백기완의 원작 시구를 최대한 그대로 보존하여 원작 시와 가사를 일치시키기 위한 것이다. 노래는 가수 서영은이 불렀다.
| “ | 사랑도 명예도 이름도 남김 없이 한 평생 나가자던 뜨거운 맹세 동지는 간 데 없고 깃발만 나부껴 새 날이 올 때까지 흔들리지 말라 세월은 흘러가도 산천은 안다 깨어나 소리치는 끝 없는 함성 앞서서 가나니 산 자여 따르라 앞서서 가나니 산 자여 따르라 | ” |

## 쓰임

### 민중의례
1980년대 이후 대한민국의 광주 민주화운동·노동운동 진영에서는 집회 때마다 국민의례에 상응하는 '민중의례'라는 새로운 의례를 자발적으로 하는 흐름이 생겨났다. 민중의례란 국민의례의 애국가 제창, 순국선열 및 호국영령에 대한 묵념에 상응해, '임을 위한 행진곡'을 제창하고 민주열사에 대한 묵념을 실시하는 것이다.

### 5·18 광주 민주화 운동 기념곡
임을 위한 행진곡은 매년 5·18 광주 민주화 운동 추모행사에서 유족과 시민들 사이에서 5·18 민주화 운동의 사실상 대표하는 노래로 제창되어 오다가, 1997년 5·18 광주 민주화 운동 기념일이 국가기념일로 승격되어 정부 주관으로 첫 기념식을 열었을 때부터 2008년까지 정부주관 기념식 본행사 말미에 기념곡으로서 제창되었다.
그런데 이명박 정부 시기였던 2009년부터 '임을 위한 행진곡' 제창이 공식 식순에서 제외되고 식전 행사로 밀렸으며, 2011년부터는 '임을 위한 행진곡' 제창이 폐지되고 합창단의 기념공연시 합창에 삽입되는 것으로 바뀌었다. 2013년 국가보훈처는 '임을 위한 행진곡'을 대체할 별도의 5·18 광주 민주화 운동 공식 기념곡 제정을 추진하겠다고 밝혔다. 때문에 5·18 관련 단체는 2010년부터 정부주관 기념식 참석을 거부하고 별도의 기념식을 여는 등 이에 반발했다.
이후 박근혜 퇴진 운동에서도 울러퍼졌으며 박근혜가 탄핵된 후인 2017년 문재인 대통령이 집권하면서 다시 제창하게 되었다.

### 월드컵 응원가
2002년 FIFA 월드컵 당시에도 널리 불렸던 곡 중의 하나이다. 붉은악마에서 발매한 2002년 FIFA 월드컵 공식 응원가 CD에는 인디 밴드 버닝 헵번이 부른 〈임을 위한 행진곡〉이 수록되어 있다.

### 대한민국 이외
〈임을 위한 행진곡〉은 대한민국의 민권운동가들에 의해 해외 각국에도 소개되고 있는 한편, 대한민국에 파견되었다가 귀국한 이주노동자들을 통해서도 해외에 유포되어 각국의 노동운동 현장에서 현지어로 번안되어 불리고 있는 것으로 알려져 있다. 현지어로 번안된 〈임을 위한 행진곡〉이 불리는 것으로 알려진 나라는 홍콩, 중화인민공화국, 중화민국, 캄보디아, 태국, 말레이시아, 미얀마(버마) 등이다.

## 저작권
가사의 원작자인 백기완은 1998년 "나는 이 노래에 대한 소유권도 저작권도 가지고 있지 않다. 이미 이 땅에서 새 날을 기원하는 모든 민중의 소유가 됐기 때문이다."라며 저작권 불행사 입장을 밝혔다.

## 같이 보기
- 5·18 광주 민주화 운동
- 민중가요
- 백기완
- 황석영
- 윤상원
- 들불야학